# Чинтаосаурус
Чинтаосаурус (Tsintaosaurus) је био диносаурус из породице хадросаура који је живео у периоду горње креде.

## Опис животиње
Био је дугачак до 10 метара и попут других представника своје породице имао је релативно мале предње и много дуже задње ноге. На глави, са њушком попут пачјег кљуна (што је такође одлика породице) имао је само један рог што му је можда давало изглед „једнорога“. Рог је био дуг скоро читав метар и према фосилним налазима је могуће да је био управљен унапред, а постављен између очију. Не зна се тачно да ли је то била усамљена творевина на глави или повезана кожним набором.

## Начин живота
Попут других хадросауруса, вероватно је да се хранио биљкама и живео у крдима.

## Фосилни налази
Фосили ове животиње су нађени у Кини. Први пут када је пронађен фосил ове животиње, сматрало се да је рог случајан резултат фосилизације. Каснији налази су доказали да је рог ипак био део животиње.